# Petalium alternatum
Petalium alternatum là một loài bọ cánh cứng thuộc họ Ptinidae.